# Dekanat Szprotawa
Dekanat  Szprotawa – jeden z 30 dekanatów należący do diecezji zielonogórsko-gorzowskiej, metropolii szczecińsko-kamieńskiej, Kościoła rzymskokatolickiego w Polsce.

## Władze dekanatu[1]
- Dziekan: ks. kan. Ryszard Grabarski (od 27.09.2023)
- Wicedziekan: ks. Krzysztof Górzny (od 27.09.2023)
- Ojciec duchowny: ks. Jerzy Szakiel
- Dekanalny duszpasterz młodzieży i powołań: ks. Piotr Cupiał

## Parafie
- Chichy - Parafia pw. Jana Chrzciciela

Witków – Kościół filialny pw.  Matki Bożej Rokitniańskiej i św. Michała
- Dzikowice - Parafia pw.  Matki Bożej Bolesnej

Borowina – Kościół filialny pw.  św. Bartłomieja
Gościeszowice – Kościół filialny pw.  św. Katarzyny
Pasterzowice – Kaplica zaadaptowana ze świetlicy wiejskiej
- Leszno Górne  - Parafia pw.  Matki Bożej Królowej Polski

Leszno Dolne – Kościół filialny pw.  Wniebowzięcia Najświętszej Maryi Panny
Leszno Dolne  – Kaplica  zakonna ss. Jezusa Miłosiernego
- Małomice  - Parafia pw. Narodzenia Najświętszej Maryi Panny

Bukowina Bobrzańska – Kościół filialny pw.  Matki Bożej Różańcowej
Łozy  – Kaplica  Miłosierdzia Bożego
- Mycielin  - Parafia pw. św. Mikołaja

Długie – Kościół filialny pw.  św. Anny
- Niegosławice  - Parafia pw. św. Anny

Przecław – Kościół filialny pw.  św. Jakuba
Sucha Dolna – Kościół filialny pw.  Najświętszego Serca Pana Jezusa
Niegosławice  – Kaplica  na plebanii w okresie zimowym
Niegosławice  -  Kaplica boczna w kościele Apostołów Bożego Miłosierdzia z relikwiami Św. Faustyny i Bł. Michała Sopoćko
- Przemków - Parafia pw. Miłosierdzia Bożego

- Przemków - Parafia  pw. Wniebowzięcia Najświętszej Maryi Panny

Wysoka – Kościół filialny pw. św. Marcina
Krępa – Kaplica Miłosierdzia Bożego
- Rudawica - Parafia pw. Wniebowzięcia Najświętszej Maryi Panny

- Szprotawa - Parafia pw. św. Andrzeja Apostoła

- Szprotawa - Parafia pw. Wniebowzięcia Najświętszej Maryi Panny

Śliwnik – Kościół filialny pw Podwyższenia Krzyża Świętego
Szprotawa – Kaplica  szpitalna
Szprotawa – Kaplica  kaplica zakonna ss. elżbietanek
- Wiechlice - Parafia pw. Świętej Rodziny